# Сорокин, Денис Михайлович
Денис Михайлович Сорокин (1982—2022) — российский военнослужащий, гвардии подполковник. Командир десантно-штурмового батальона 11-й отдельной гвардейской десантно-штурмовой бригады Воздушно-десантных войск. Герой Российской Федерации (посмертно, 2022).

## Биография
Родился 14 ноября 1982 года в городе Волжский Волгоградской области. В 2000 году окончил волжскую школу № 1 и поступил в Военный университет Министерства обороны Российской Федерации на факультет культуры и журналистики. По окончании университета проходил службу в 31-й отдельной гвардейской десантно-штурмовой бригаде, с 2014 года — в 11-й отдельной гвардейской десантно-штурмовой бригаде. Прошёл путь от командира взвода до командира батальона. Участвовал военной операции России в Сирии. Был награждён медалями.
Согласно информации Министерства обороны РФ, с 24 февраля 2022 года в должности командира десантно-штурмового батальона 11-й отдельной десантно-штурмовой бригады гвардии подполковник Денис Сорокин участвовал во вторжении России на Украину. По данным военного ведомства РФ, 18 марта в окрестностях Мелитополя, при движении колонны, машина, в которой находился подполковник Сорокин, попала в засаду. Заняв огневую позицию, Денис Сорокин открыл огонь по противнику из штатного оружия, но в результате разрыва мины получил осколочные ранения, несовместимые с жизнью.
Указом Президента Российской Федерации от 27 апреля 2022 года гвардии подполковнику Сорокину Денису Михайловичу присвоено звание Героя России (посмертно). Медаль «Золотая звезда» была вручена вдове подполковника — Элине Сорокиной. Похоронен Денис Сорокин в Ульяновске.

## Память
- 14 ноября 2022 года на фасаде здания школы № 1 г. Волжский была открыта мемориальная доска памяти Дениса Сорокина[2].